# The Wash (filme)
The Wash é um filme de gênero comédia estadunidense de 2001 dirigido por DJ Pooh, estrelado por Dr. Dre e Snoop Dogg e com participação especial de Eminem.

## Sinopse
Sean (Dr. Dre) e Dee Loc (Snoop Dogg) são companheiros de quarto que estão com dificuldades para pagar o aluguel desde que Sean perdeu o seu emprego na Foot Locker, uma loja de calçados, por causa de uma armação em que Dee Loc pega um par de sapatos para experimentar e os troca pelo que está usando. Dee Loc sugere que o seu companheiro de quarto trabalhe no mesmo lava-jato onde ele trabalha. Sean é imediatamente contratado como assistente do Sr. Washington (George Wallace), dono do lugar, sendo que Chris (Eminem) tinha sido despedido na véspera, o que o leva a desenvolver um ódio mortal pelo Sr. Washington, ameaçando o mesmo várias vezes por telefone, ele acredita ser negro e ter sido demitido por racismo. Ao mesmo tempo, o senhorio de Sean e Loc lhes dá um prazo de três dias antes do despejo por falta do pagamento do aluguel. Embora Dee Loc tenha o dinheiro, ganho através da venda de drogas dentro do Lava-Jato, ele se recusa a pagar, insistindo em que Sean precisa contribuir com sua parte, então Sean faz o seu melhor para impressionar o Sr. Washington, gerando atrito e inimizade com Loc, pelo seu jeito de fazer as coisas no trabalho. Em certo ponto o Sr. Washington é sequestrado por uma dupla de bandidos inconformados com algumas de suas atitudes. Sean e Loc desenvolvem um plano bem sucedido de resgate, quando chegam novamente no Lava-Jato, são surpreendidos por Chris, que mascarado, abre fogo contra eles na tentativa de matar o Sr. Washngton, mas acaba preso.

## Elenco
- Sean (Dr. Dre);
- Dee Loc (Snoop Dogg);
- Mr. Washington (George Wallace);
- Chris (Eminem);
- Bear (Tiny Lister, Jr.);
- C-Money (Lamont Bentley);
- Juan (Demetrius Navarro);
- Vickey (Truth Hurts);
- Antionette (Angell Conwell);
- Slim (DJ Pooh);
- Face (Shawn Fonteno).